# Parc Natural Grădiștea Muncelului-Cioclovina
El Parc Natural Grădiștea Muncelului-Cioclovina (en romanès: Parcul Natural Grădiștea Muncelului-Cioclovina) és una zona protegida (parc natural categoria V UICN) situada a Romania, al comtat de Hunedoara.

## Ubicació
El parc natural està situat a les muntanyes Şureanu (Carpats del Sud), a la part centre-sud del comtat de Hunedoara, al territori administratiu de les poblacions Baru, Boșorod, Bănița, Orăştioara de Sus i Pui.

## Descripció
El parc natural de Grădiștea Muncelului-Cioclovina té una superfície de 38.184 ha, i va ser declarat espai natural protegit per la llei número 5 el 6 de març de 2000 (publicat al paper oficial romanès número 152 el 12 d'abril de 2000) i representa una zona muntanyosa que inclou boscos, cims de muntanya, pastures, prats, valls, zones càrstiques , coves, canons ; què acull varietat de flora i fauna.
Àrees protegides incloses al parc: Complex càrstic Ponorâci-Cioclovina (1,50 ha), cova Tecuri (2 ha), cova Șura Mare (5 ha), cova Bolii (0,50 ha), canó Crivadia (10 ha) i Reserva fòssil Ohaba-Ponor (10 ha).